# Paperino e l'oro del pirata
Paperino e l'oro del pirata (Donald Duck Finds Pirate Gold) è una storia a fumetti del 1942 scritta da Bob Karp e disegnata da Carl Barks e Jack Hannah. La storia è nota per essere la prima avventura su comic book con protagonista Paperino e per essere stato il primo fumetto di Barks sui paperi, nonché il primo in assoluto da lui disegnato. Fu pubblicata negli Stati Uniti dalla Dell Comics il 14 agosto 1942 nel n. 9 della collana di comic book Four Color.
La trama era stata originariamente sviluppata per un film d'animazione (con il titolo Morgan's Ghost) in cui Topolino, Paperino e Pippo incontravano Bacicin Parodi e si scontravano con Pietro Gambadilegno, ma il cartone animato non fu mai prodotto.

## Storia editoriale
All'inizio del 1942 la Western Printing stava cominciando a produrre storie a fumetti appositamente per i comic book, dopo aver pubblicato per sette anni storie Disney ristampando strisce giornaliere o tavole domenicali. Al direttore editoriale Oscar Lebeck fu quindi permesso di recarsi presso la Walt Disney Productions a cercare un soggetto per una storia di Paperino tra quelle scartate dallo studio d'animazione. Lebeck rimase particolarmente colpito da Morgan's Ghost, una sceneggiatura per un lungometraggio con Topolino, Paperino e Pippo scritta da Harry Reeves, Homer Brightman e Roy Williams rielaborando un soggetto di Al Perkins e Richard Creedon e già visualizzata in forma di storyboard con 800 disegni numerati, in cui i tre personaggi venivano aiutati dagli spettri di tre pirati della ciurma di Henry Morgan ad affrontare Gambadilegno. Lebeck chiese quindi al capo degli sceneggiatori per i cortometraggi John Rose di indicargli qualcuno di adatto a trasformare lo storyboard in un fumetto, e Rose scelse Carl Barks e Jack Hannah.
Barks e Hannah si misero quindi al lavoro per disegnare e inchiostrare 64 tavole sulla base di una sceneggiatura dattiloscritta ad opera di Bob Karp. Come ricordò Barks: "Jack e io esaminammo la sceneggiatura e decidemmo quali pagine avremmo voluto disegnare. Dopo aver disegnato alcune pagine, decidemmo che io avrei dovuto disegnare tutto ciò che riguardava i paperi sul ponte della barca o sull'isola, e Jack si sarebbe occupato delle cose in interni". I due finirono per disegnare 32 tavole a testa (Barks le numero 1, 2, 5 e 12-40, Hannah le rimanenti). Barks si documentò nella biblioteca dello studio attingendo alle immagini di navi e pirati pubblicate su The National Geographic Magazine, in particolare a un articolo del maggio 1940 intitolato Salty Nova Scotia. Pur essendoci molte differenze tra il fumetto e lo storyboard, permasero alcune rilevanti corrispondenze anche visive sebbene entrambi i disegnatori abbiano dichiarato di non aver mai visto gli schizzi. Quasi metà delle pagine della storia è priva di dialoghi, affidandosi invece allo stile visivo tipico dell'animazione, cosa che Barks attribuì al fatto che Karp si era basato su uno storyboard.

## Trama
Paperino e i suoi nipoti Qui, Quo e Qua gestiscono una locanda vicino a un porto. Durante una burrasca in cui hanno perso le loro reti da pesca, si presenta da loro un vecchio pappagallo pirata di nome Bacicin Parodi che sostiene che nella locanda si troverebbe ancora la mappa del tesoro di Henry Morgan. Bisognosi di denaro, Paperino e nipoti aiutano Bacicin a trovare la mappa e decidono di partire il giorno dopo. Tuttavia, Bacicin è pedinato da Pietro Gambadilegno, a sua volta intenzionato a impossessarsi del tesoro. Quando i paperi e il pappagallo vanno in cerca di una nave da comprare per la spedizione, Pietro si traveste da donna e mette in vendita la sua imbarcazione (che dice essere appartenuta al suo defunto marito), a patto che lui e i suoi complici Occhio Rosso e Oliver, che fa passare per suoi fratelli, siano accettati come ciurma in quanto ancora attaccati alla nave. Durante il viaggio, Pietro e i suoi complici tentano varie volte di impadronirsi della mappa ma senza successo, finché Pietro non viene smascherato da Qui, Quo e Qua. Ne segue uno scontro al termine del quale Pietro ruba la mappa a Paperino e Bacicin e li fa saltare giù dalla nave; i due però vengono recuperati da Qui, Quo e Qua che si erano imbarcati su una zattera. Mentre i malviventi si accorgono che dalla mappa manca la parte centrale, Paperino e gli altri arrivano all'isola del tesoro e si mettono a cercarlo contando sulla memoria di Bacicin. Si imbattono però nella nave di Pietro, scoprendo che lui e i complici sono andati a cercare il tesoro in una caverna. Raggiunto il luogo, i paperi e il pappagallo scoprono un forziere di Morgan da cui esce un presunto fantasma che dà loro la mappa; il fantasma è però Occhio Rosso, e quando Paperino e Bacicin dissotterrano il tesoro (grazie alla parte mancante della mappa, tatuata sul petto del pappagallo) appaiono Gambadilegno e complici a sottrarglielo. A risolvere la situazione co pensano Qui, Quo e Qua che, saliti su una palma per cercare cibo, neutralizzano i malviventi bombardandoli con noci di cocco. Il gruppo quindi lascia l'isola tenendo prigionieri gli avversari, ma Paperino e Bacicin dovranno accettare che nel viaggio di ritorno il comando sia assunto da Qui, Quo e Qua.

## Edizioni
La storia fu pubblicata negli Stati Uniti dalla Dell Comics il 14 agosto 1942 nel n. 9 della collana di comic book Four Color (il primo a portare il titolo Donald Duck), e fu ristampata in alcune occasioni tra gli anni ottanta e novanta. La storia è stata pubblicata in quasi venti nazioni, la maggior parte delle quali europee. In Italia fu pubblicata, divisa in parti, nei numeri dal 633 al 641 di Topolino dal 5 aprile al 31 maggio 1947, con tavole rimontate a causa del formato diverso e in bianco e rosso. Dopo quasi una decina di ristampe in diversi formati e colorazioni ma solitamente con una traduzione invariata, nel giugno 1998 fu pubblicata nel n. 105 di Zio Paperone in un'edizione fedele all'originale ma ricolorata, utilizzata anche per le successive ristampe.

## Remake e sequel
La storia ebbe quattro remake, nessuno dei quali realizzato da Barks. Il primo fu Paperino e i pirati (1947), disegnato da Jack Hannah; il secondo fu I Sette Nani e il pirata (1949), disegnato da Tony Strobl; il terzo fu Capitan Uncino e il tesoro nascosto (1952), scritto da Del Connell e disegnato da Dick Moores. Mentre la prima storia riprende abbastanza fedelmente Paperino e l'oro del pirata, le altre due vedono il ritorno del solo Bacicin Parodi mentre gli altri ruoli sono ricoperti, rispettivamente, dai personaggi di Biancaneve e i sette nani e Le avventure di Peter Pan. Il quarto fu invece Il tesoro di Gamba-di-gesso, una storia di Picchiarello del 1963 che vede comunque il ritorno del pappagallo.
Inoltre nel novembre 1962 fu pubblicata su Almanacco Topolino n. 71 una storia sequel intitolata Bacicin riprende il mare, scritta da Abramo e Giampaolo Barosso e disegnata da Giovan Battista Carpi. In seguito il personaggio di Bacicin Parodi è apparso raramente.

## Altri media
Bacicin Parodi compare, con il nome italiano di Becco Giallo, nella terza stagione della serie animata DuckTales, doppiato in inglese da Corey Burton e in italiano da Alessandro Ballico. Tuttavia questa versione del personaggio non ha molto in comune con quella dei fumetti, essendo rappresentato come lo scheletro di un pirata maledetto che viene rianimato perché combatta contro Paperon de' Paperoni e i giovani Paperino e Della Duck.